# ملكشاه الثالث
معين الدنیا والدین ملكشاه بن محمود بن محمد (توفي 1160)، ابن السلطان محمود. من الحكام السلاجقة، وأصبح لفترة قصيرة سلطانًا على غربي فارس بعد موت عمه مسعود بن محمد بدون وريث مباشر ولكن سرعان ما أدى عجزه كحاكم إلى خلعه لصالح أخيه محمد الذي ألقى به في السجن لكنه فر. ثم ولاه أخوه (محمد) حكم فارس لكنه توفى في أصفهان عام 555هـ/ 1160 م.